# Eleição presidencial nos Estados Unidos em 1836
A eleição presidencial dos Estados Unidos de 1836 foi a décima-terceira no país, tendo sido realizada nos dias 3 de novembro e 7 de dezembro de 1836. Estas eleições são recordadas principalmente por três motivos:
- Foram as últimas eleições até à eleição de 1988 em que um vice-presidente ascendeu ao cargo de presidente. No caso, Martin Van Buren era vice-presidente no governo de Andrew Jackson, e nesta eleição ele se torna presidente.
- Foram as únicas eleições em que um partido importante apresentou vários candidatos à presidência: o Partido Whig apresentou quatro candidatos distintos em várias regiões do país, esperando que cada um fosse bastante popular para derrotar o democrata Martin Van Buren em cada uma das suas respectivas regiões. A Casa dos Representantes podia então decidir entre os candidatos competentes do Whig. Apesar disso, esta estratégia falhou, pois Van Buren ganhou a maioria do voto eleitoral, alcançando a presidência.
- Foram as primeiras eleições (e até hoje as únicas), onde a vice-presidência foi lançada no Senado.

## Processo eleitoral
A partir de 1832, os candidatos para presidente e vice começaram a ser escolhidos através das Convenções. Os delegados partidários, escolhidos por cada estado para representá-los, escolhem quem será lançado candidato pelo partido. Os eleitores gerais elegem outros "eleitores" que formam o Colégio Eleitoral. A quantidade de "eleitores" por estado varia de acordo com a quantidade populacional do estado. Em quase todos os estados, o vencedor do voto popular leva todos os votos do Colégio Eleitoral.

## Convenções

### Convenção doPartido Whigde 1834
O Partido Nacional Republicano e o Partido Anti-Maçônico se unem entre 1833 e 1834 e formam o Partido Whig fazendo oposição a Andrew Jackson. Lançaram quatro candidatos a presidência para tentar impedir que Van Buren alcançasse a maioria.

### Convenção doPartido Democratade 1835
O presidente Andrew Jackson decidiu retirar-se depois de dois mandatos, e apoiou o seu vice-presidente, Martin Van Buren. Jackson assegurou a nomeação de Van Buren na convenção em Baltimore realizada nos dias 20 e 22 de maio.
| Voto presidencial |     | Voto vice-presidencial |     |
| Martin Van Buren  | 265 | Richard Mentor Johnson | 178 |
|                   |     | William Cabell Rives   | 87  |
| ----------------- | --- | ---------------------- | --- |

## Resultados
| Candidato presidencial                                           | Partido                                                          | Estado de origem                                                 | Voto popular(a)                                                  | Voto popular(a)                                                  | Colégio Eleitoral | Colégio Eleitoral |
| Candidato presidencial                                           | Partido                                                          | Estado de origem                                                 | Votos                                                            | %                                                                | Votos             | %                 |
| ---------------------------------------------------------------- | ---------------------------------------------------------------- | ---------------------------------------------------------------- | ---------------------------------------------------------------- | ---------------------------------------------------------------- | ----------------- | ----------------- |
| Martin Van Buren                                                 | Partido Democrata                                                | Nova Iorque                                                      | 764,176                                                          | 50,83%                                                           | 170               | 57,8%             |
| William Henry Harrison                                           | Partido Whig                                                     | Virgínia                                                         | 550,816                                                          | 36.63%                                                           | 73                | 24,8%             |
| Hugh Lawson White                                                | Partido Whig                                                     | Carolina do Norte                                                | 146,107                                                          | 9,72%                                                            | 26                | 8,8%              |
| Daniel Webster                                                   | Partido Whig                                                     | Nova Hampshire                                                   | 41,201                                                           | 2,74%                                                            | 14                | 4,8%              |
| Willie Person Mangum                                             | Partido Whig                                                     | Carolina do Norte                                                | 0(b)                                                             | 0%(b)                                                            | 11                | 3,7%              |
| Outros                                                           | Outros                                                           | Outros                                                           | 1,234                                                            | 0,8%                                                             | 0                 | 0%                |
| Total                                                            | Total                                                            | Total                                                            | 1,503,534                                                        | 100%                                                             | 294               | 100%              |
| Votos minímos do Colégio Eleitoral de que se precisa para vencer | Votos minímos do Colégio Eleitoral de que se precisa para vencer | Votos minímos do Colégio Eleitoral de que se precisa para vencer | Votos minímos do Colégio Eleitoral de que se precisa para vencer | Votos minímos do Colégio Eleitoral de que se precisa para vencer | 148               |                   |

Fonte- Voto popular: Colégio Eleitoral:
(a) Os valores voto popular excluem Carolina do Sul, onde os eleitores foram escolhidos pela Assembléia Legislativa e não pelo voto popular.

(b) Mangum recebeu seus votos eleitorais da Carolina do Sul, onde os eleitores foram escolhidos pelos legislativos estaduais e não por voto popular.
| Candidato vice-presidencial                                      | Partido                                                          | Estado de origem                                                 | Colégio Eleitoral |
| ---------------------------------------------------------------- | ---------------------------------------------------------------- | ---------------------------------------------------------------- | ----------------- |
| Richard Mentor Johnson                                           | Partido Democrata                                                | Kentucky                                                         | 147               |
| Francis P. Granger                                               | Partido Whig                                                     | Connecticut                                                      | 77                |
| John Tyler                                                       | Partido Whig                                                     | Virgínia                                                         | 47                |
| William Smith                                                    | Partido Democrata                                                | Carolina do Norte                                                | 23                |
| Total                                                            | Total                                                            | Total                                                            | 294               |
| Votos mínimos do Colégio Eleitoral de que se precisa para vencer | Votos mínimos do Colégio Eleitoral de que se precisa para vencer | Votos mínimos do Colégio Eleitoral de que se precisa para vencer | 148               |

Fonte - Colégio Eleitoral:
Como não houve candidato vice-presidencial que tivesse ao menos 148 votos, a votação foi parar no Senado. A eleição ocorreu entre Richard Johnson e Granger Francis. Johnson foi eleito com 33 votos a 16 votos.

## Seleção dos "eleitores" do Colégio Eleitoral
| Método de escolha dos "eleitores" do Colégio Eleitoral    | Estado (s)              |
| --------------------------------------------------------- | ----------------------- |
| Cada "eleitor" é nomeado pelo legislativo estadual        | Carolina do Sul         |
| Cada eleitor é escolhido pelos eleitores em todo o estado | Todos os outros Estados |